# Иона (национальный парк)
Национальный парк Иона (англ. Iona National Park) — национальный парк Анголы. Парк расположен в юго-западной части провинции Намибе между реками Курока, по которой проходит северная граница парка, и Кунене. Парк включает устье реки Кунене и залив Baia dos Tigres. Протяжённость береговой линии составляет около 200 км. Вместе с национальным парком Namib-Naukluft и Skeleton Coast Park в Намибии парк охраняет побережье общей протяжённостью 1200 км и пустыню Намиб. Река Курока регулярно пересыхает и оставляет большие лагуны, в то время как в устье реки Кунене много болотистых участков. Высота над уровнем моря достигает 800 метров в районе Posto do Iona и ещё больших значений в горах Tchamalinde. Уровень осадков колеблется от 100 мм на побережье до 300 мм в год в восточной части парка. Площадь парка составляет 15150 км², что делает его одним из крупнейших парков страны, 25,28 км² парка составляет акватория.
Парк расположен в зоне пустынь и полупустынь. Преобладающей растительностью на являются аристида, Stipagrostis, циссус, сальвадора, вельвичия, акация и коммифора, Schmidtia, мопане. Для пустынной части характерны Odyssea и Sporobulus.
В парке обитают такие крупные млекопитающие как чёрный носорог, горная зебра (Equus zebra hartmannae), импала (Aepyceros melampus petersi), гиеновидная собака, бурая гиена, гепард и лев. В парке обитают птицы, характерные для пустыни Намиб и биомов Namib-Karoo и Kalahari-Highveld. 114 видов птиц было зафиксировано на территории парка. Среди редких птиц мухоловковый чекан, краснобокий астрильд, очковый пингвин, капская олуша и китовая крачка, королевская крачка (Thalasseus maximus albididorsalis). В парке обитает по меньшей мере 58 видов водоплавающих птиц, в том числе седлоклювый ябиру, чёрный аист, малый фламинго. В парке также обитают африканский марабу, африканский гриф, африканский ушастый гриф, страус, большая пустельга, Apus bradfieldi, эфиопский стриж (Apus horus toulsoni).
Парк был образован в 1957 году для охраны засушливых районов на юго-западе страны.